# 傳說巨神
《傳說巨神伊甸王》是由富野由悠季所執導的日本機器人動畫。包括全39集的電視版，與兩部電影版「接觸篇」及「發動篇」。

## 概要
本片由日本日昇動畫公司製作，在日本於1980年5月8日至1981年1月30日期間，於東京12（現：東京電視台）播映，全39集。但本片卻與富野執導的前一部作品《機動戰士GUNDAM》一樣，遭逢原定播出43集的本作依然慘遭腰斬為39集的命運。後來在製作群與觀眾的迴響及推動下，才得以製作兩部電影版將故事完結。電影版分為《接觸篇 A CONTACT》和《發動篇 Be Invoked》兩部，前者是電視版的精華剪輯版，後者則是本作真正的結局。
由於本作品情節中出現大量死亡場面，加之內容只適宜青年至成人觀看（15至24歲等），使得本片當時並未通過香港的電檢尺度，而無法於香港播出。

## 故事概要
地球人在殖民星索羅星上，發現了「第六文明人」的外星人留下的遺跡。同一時間，外星人巴夫克蘭人為了研究他們傳说中的伊迪（イデ）之力，而来到這個殖民星上。因為雙方發生誤會，巴夫克蘭人向殖民星上的地球人開戰，而主角尤基·柯斯摩駕駛機械人伊迪安（イデオン）和巴夫克蘭人戰鬥。基於持續的誤解、仇恨和希望得到無限能源伊迪之力的緣故，故事就此開展。
為了避開巴夫克蘭星球大軍戰火，主角與同其他角色去地球尋求庇護，可是聯邦國大軍拒絕主角和角色庇護。隨後收集補給物資後，為了尋找安全的星球而開始了一去不返的旅程。
自從柯斯摩與朋友一起駕駛機械巨神伊迪安後，在故事發展情節中，驚人的發現是伊迪力量是無限，還會使用強勁武器來殲滅巴夫克蘭星球人的大軍團，例如伊甸王神劍和伊甸王神槍等。但因柯斯摩使用過多伊迪的無限力，加上巴夫克蘭星球人不理解伊迪無限力和不斷攻擊他與其他人，終於因伊迪力爆發而無法控制，最終所有登場角色全數死亡。各方的灵魂终于化解了仇恨，被引导到新的星球重获新生。

## 登場人物
- 尤基·柯斯摩（聲優：鹽屋翼）
- 喬登·貝斯（聲優：田中秀幸）
- 卡拉拉·阿吉巴（聲優：戶田惠子）
- 佛摩沙·雪莉兒（聲優：井上瑤）
- 伊姆霍夫·卡夏（聲優：白石冬美）
- 阿夫塔·戴克（聲優：松田たつや（現・松田辰也） / 小櫻悅子（超級機械人大戰系列））
- 納布爾·哈塔利（聲優：横尾三郎（第7話前） / 井上和彥（第9話後））
- 伊拉·喬利巴（聲優：鹽澤兼人）
- 法頓·摩耶拉（聲優：佐佐木秀樹 / 井上剛（超級機械人大戰系列））
- 佛摩沙·琳（聲優：横澤啟子）
- 班達·洛塔（聲優：山田榮子）
- 派波·露（聲優：井上瑤）
- 奇傑·薩拉爾（聲優：林一夫）
- 哈露露·阿吉巴（聲優：麻上洋子）
- 多巴·阿吉巴（聲優：石森達幸）
- 金德羅·金姆（聲優：蟹江栄司（TV版） / 加藤精三（劇場版））
- 達拉姆·茲巴（聲優：木原正二郎）
- 姬琪·奇欽（聲優：鵜飼留美子）
- 旁白：鹽澤兼人

## 製作群
- 企画：東急エージェンシー、日本サンライズ
- 原作：矢立肇､富野喜幸
- 掲載：テレビランド、てれびくん、学習誌、冒険王 等、各動畫雜誌
- 人物設定：湖川友謙
- 機械設定（TV版）：サブマリン
- 機械設定（電影版）：樋口雄一
- 美術監督：中村光毅
- 總作畫監督：湖川友謙
- 總監督：富野喜幸
- 導演（電影版）：滝沢敏文
- 製作人：石川博（東京12チャンネル）、松島忠（東急エージェンシー）、長谷川徹（日本サンライズ）
- 音樂：椙山浩一
- 編劇：山浦弘靖、富田祐弘、松崎健一、渡邊由自、古賀あらた
- 分鏡：斧谷稔、吉田浩、貞光紳也、藤原良二、石崎すすむ、滝沢敏文、三浦将則、菊池一仁、康村正一
- 演出：三浦将則、滝沢敏文、石崎すすむ、関田修、貞光紳也、谷田部勝義
- 作画監督：湖川友謙、坂本三郎、上村栄司、谷口守泰、鈴木英二、神宮彗、菊池城二、二宮常雄、昆進ノ介
- 作画監修・構圖・作画監督：湖川友謙
- 作画監督補：坂本三郎、上村栄司
- 原画：谷口守泰、板野一郎、毛利和昭、平野俊弘、上村栄司 等多数
- 動画檢查：浜津守、田中健一、ビーボォー
- 音響監督：浦上靖夫
- 製作:東京12チャンネル、東急エージェンシー、日本サンライズ

## 主題曲
- 電視版片頭曲：
作詞：井荻麟、作曲・編曲：椙山浩一　演唱：平伊佐夫
- 電視版片尾曲：
作詞：井荻麟、作曲・編曲：椙山浩一　演唱：戸田恵子

首播當時，有部分地區改用無配唱僅有音樂的濃縮版本。
- 電影版「接触篇」主題歌：
作詞：井荻麟、作曲・編曲：椙山浩一　演唱：水原明子
- 電影版「發動篇」主題歌：
作詞：井荻麟、作曲・編曲：椙山浩一　演唱：水原明子

## 各集一覽
| 集數 | 標題 | 編劇                                  | 演出                                         | 分鏡                                         | 作畫監督 |
| ---- | ---- | ------------------------------------- | -------------------------------------------- | -------------------------------------------- | -------- |
| 1    |      | 山浦弘靖                              | 三浦將則                                     | 斧谷稔                                       | 湖川友謙 |
| 2    |      | 富田祐弘                              | 瀧澤敏文                                     | 斧谷稔                                       | 湖川友謙 |
| 3    |      | 松崎健一                              | 石崎すすむ                                   | 吉田浩                                       | 湖川友謙 |
| 4    |      | 渡邊由自                              | 關田修                                       | 斧谷稔                                       | 湖川友謙 |
| 5    |      | 渡邊由自                              | 貞光紳也                                     | 貞光紳也                                     | 坂本三郎 |
| 6    |      | 富田祐弘                              | 三浦將則                                     | 吉田浩                                       | 湖川友謙 |
| 7    |      | 富田祐弘                              | 瀧澤敏文                                     | 藤原良二                                     | 上村榮司 |
| 8    |      | 山浦弘靖                              | 石崎すすむ                                   | 石崎すすむ                                   | 谷口守泰 |
| 9    |      | 古賀あらた                            | 關田修                                       | 斧谷稔                                       | 鈴木英二 |
| 10   |      | 松崎健一                              | 瀧澤敏文                                     | 瀧澤敏文                                     | 鈴木英二 |
| 11   |      | 渡邊由自                              | 三浦將則                                     | 斧谷稔                                       | 湖川友謙 |
| 12   |      | 渡邊由自                              | 石崎すすむ                                   | 石崎すすむ                                   | 坂本三郎 |
| 13   |      | 富田祐弘                              | 關田修                                       | 斧谷稔                                       | 谷口守泰 |
| 14   |      | 富田祐弘                              | 瀧澤敏文                                     | 斧谷稔                                       | 神宮彗   |
| 15   |      | 富田祐弘                              | 三浦將則                                     | 斧谷稔                                       | 湖川友謙 |
| 16   |      | 渡邊由自                              | 石崎すすむ                                   | 石崎すすむ                                   | 坂本三郎 |
| 17   |      | 渡邊由自                              | 關田修                                       | 斧谷稔                                       | 湖川友謙 |
| 18   |      | 松崎健一                              | 瀧澤敏文                                     | 瀧澤敏文                                     | 湖川友謙 |
| 19   |      | 古賀あらた                            | 三浦將則                                     | 三浦將則                                     | 坂本三郎 |
| 20   |      | 古賀あらた                            | 石崎すすむ                                   | 石崎すすむ                                   | 菊池城二 |
| 21   |      | 富田祐弘                              | 關田修                                       | 關田修                                       | 湖川友謙 |
| 22   |      | 古賀あらた 富田祐弘 松崎健一 渡邊由自 | 三浦將則 石崎すすむ 瀧澤敏文 關田修 貞光紳也 | 三浦將則 石崎すすむ 瀧澤敏文 關田修 貞光紳也 | 坂本三郎 |
| 23   |      | 松崎健一                              | 谷田部勝義                                   | 藤原良二                                     | 湖川友謙 |
| 24   |      | 古賀あらた                            | 三浦將則                                     | 斧谷稔                                       | 坂本三郎 |
| 25   |      | 渡邊由自                              | 石崎すすむ                                   | 石崎すすむ                                   | 谷口守泰 |
| 26   |      | 渡邊由自                              | 關田修                                       | 菊池一仁                                     | 二宮常雄 |
| 27   |      | 富田祐弘                              | 瀧澤敏文                                     | 瀧澤敏文                                     | 湖川友謙 |
| 28   |      | 古賀あらた                            | 三浦將則                                     | 菊池一仁                                     | 湖川友謙 |
| 29   |      | 松崎健一                              | 谷田部勝義                                   | 斧谷稔                                       | 湖川友謙 |
| 30   |      | 富田祐弘                              | 關田修                                       | 斧谷稔                                       | 坂本三郎 |
| 31   |      | 渡邊由自                              | 瀧澤敏文                                     | 菊池一仁                                     | 昆進ノ介 |
| 32   |      | 渡邊由自                              | 三浦將則                                     | 康村正一                                     | 湖川友謙 |
| 33   |      | 富田祐弘                              | 石崎すすむ                                   | 石崎すすむ                                   | 谷口守泰 |
| 34   |      | 富田祐弘                              | 關田修                                       | 菊池一仁                                     | 湖川友謙 |
| 35   |      | 渡邊由自                              | 瀧澤敏文                                     | 瀧澤敏文                                     | 上村榮司 |
| 36   |      | 渡邊由自                              | 谷田部勝義                                   | 斧谷稔                                       | 坂本三郎 |
| 37   |      | 松崎健一                              | 石崎すすむ                                   | 石崎すすむ                                   | 鈴木英二 |
| 38   |      | 富田祐弘                              | 關田修                                       | 斧谷稔                                       | 湖川友謙 |
| 39   |      | 松崎健一                              | 瀧澤敏文                                     | 瀧澤敏文                                     | 坂本三郎 |
| 40   |      | 無                                    | 無                                           | 無                                           | 無       |
| 41   |      | 無                                    | 無                                           | 無                                           | 無       |
| 42   |      | 無                                    | 無                                           | 無                                           | 無       |
| 43   |      | 無                                    | 無                                           | 無                                           | 無       |

## 相關軼聞
- 被認為是日本動畫史上破壞力最強的機械人之一，後來才有《天元突破紅蓮螺巖》等挑戰者。
- 曾經在遊戲《超級機械人大戰系列》的《超級機械人大戰F／F完結篇》和《第3次超級機器人大戰α 終焉之銀河》中登場。在遊戲中武器設定的威力也是眾機械人中最強。和動畫設定一樣，能否使用伊迪劍或伊迪炮要看伊迪安計量表。進入第53回之後（含最終回），當伊甸力量升上全力時被擊落，便會強制進入死亡結局場面（強制Game Over）（於《第3次α》的場面出現）。
- 曾在長谷川裕一的單行本（角川書店出版）中出場，但此作為GUNDAM系列的非官方外傳作品。

## 註解
1. ↑  雖然本片在中文片名標題與登場主角機械人（IDEON）常被譯作「伊甸王」，無限力譯作「伊甸」，但片中的字源，則是源自「ideology」（意識形態）這個英文單字，設定中並無引用到類似「伊甸園」或「伊甸」（Eden／）等相關字詞。

## 外部連結
- SUNRISE官網（日語）
- 介紹傳說巨神 (中文)